# Масивна зовнішня кровотеча

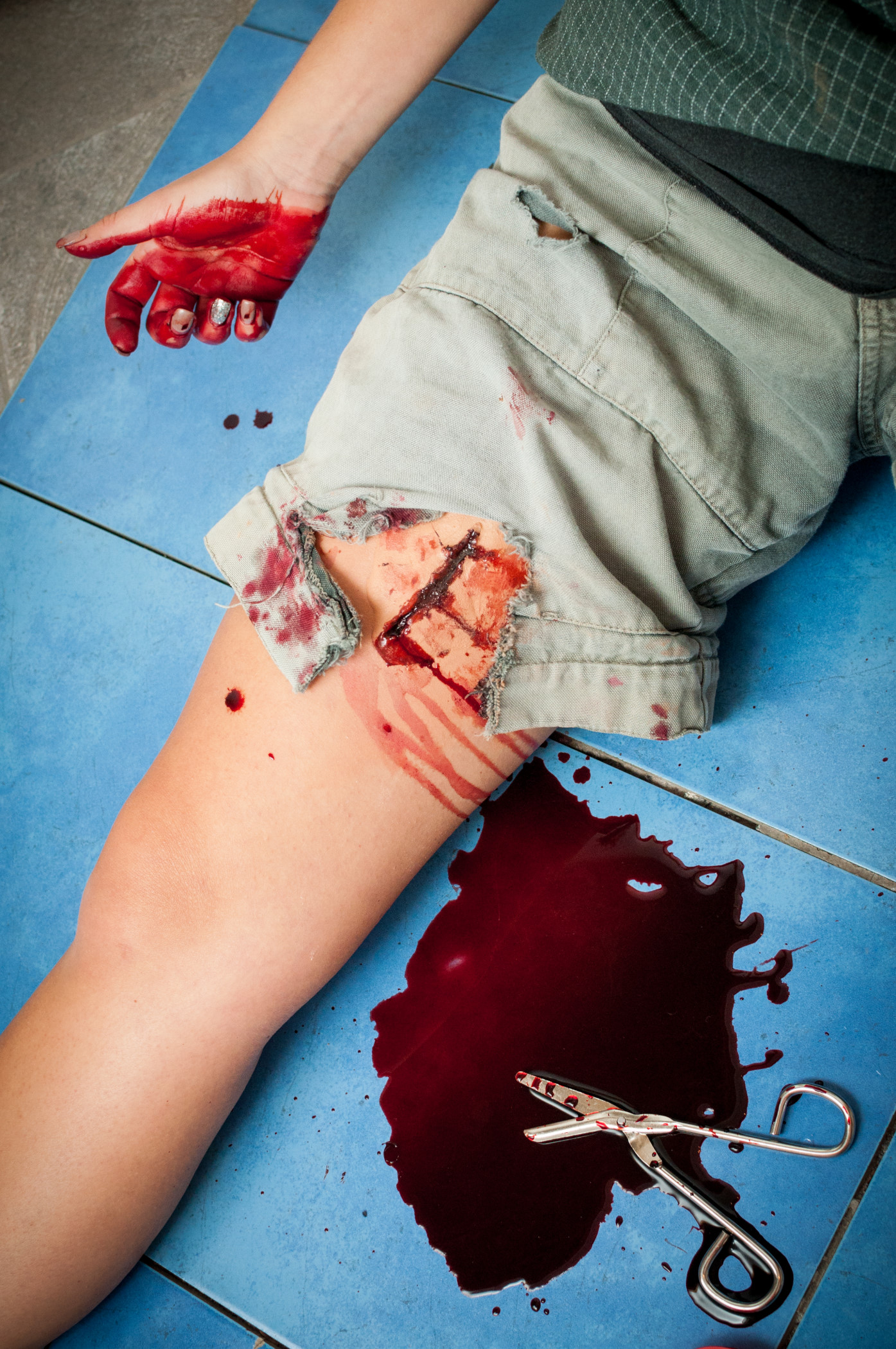
Зовнішня кровотеча з нижньої кінцівки внаслідок поранення

Масивна зовнішня кровотеча — це невідкладний стан, який супроводжується значним витіканням крові з ран кінцівок, пахових, підпахвових ділянок, сідниць та шиї, незалежно від механізму отримання травми. Масивну кровотечу необхідно виявити та зупинити якомога раніше. При критичних кровотечах смерть може настати за 2 хвилини.

## Важливість проблеми
Ефективне припинення травматичної кровотечі, попередження та ліквідація її наслідків становлять одну з фундаментальних проблем догоспітальної медичної допомоги. Основними причинами смерті, яким можна було б запобігти, залишаються крововтрата та пов'язані з нею циркуляторно-метаболічні розлади. За даними дослідників, від 53,7 до 80 % усіх загиблих унаслідок травматичних ушкоджень помирають саме з цієї причини.

## Ознаки

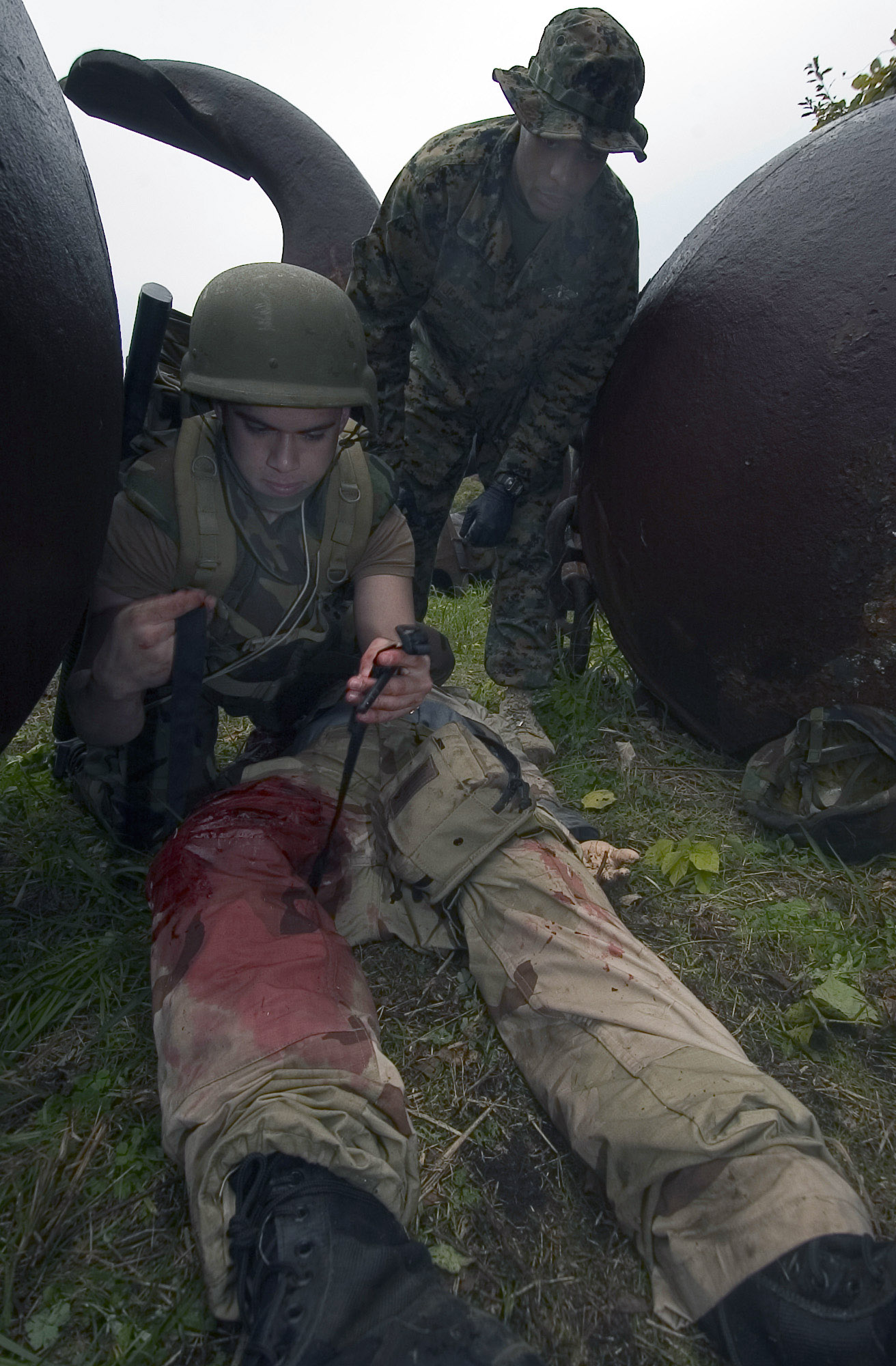
Військовий накладає турнікет на кінцівку де є ознаки масивної кровотечі

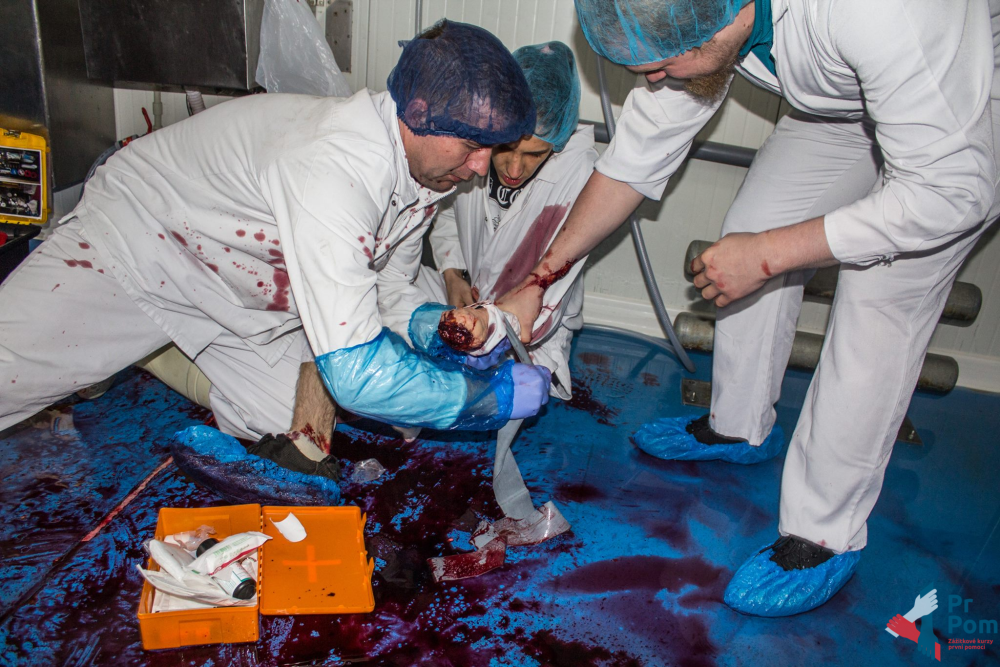
Масивна кровотеча з кінцівки при травматичнії ампутації

Ознаками масивної зовнішньої кровотечі є будь-що з нижченаведеного:
- швидке, інтенсивне витікання крові з рани.[1] При цьому типі кровотечі кров витікає рівномірно. Якщо це велика вена, кровотеча може бути досить інтенсивною. Коли відбувається пошкодження/розрив вени, стінки більшості вен спадуться, що допоможе уповільнити кровотечу. Якщо це глибока вена, наприклад клубова вена, то кровотечу може бути так само важко зупинити, як і артеріальну.[2]
- пульсуючий характер кровотечі (кров б'є фонтаном).[1] Це артеріальна кровотеча, найсерйозніший тип кровотечі. Оскільки артеріальна кров тече від серця, вона насичена киснем і яскраво-червона. Вона також буде викидатися з кожним ударом серця в ритмічній послідовності.[2]
- пляма крові біля постраждалого, яка швидко збільшується.[1] Колір крові, може вказувати на те, звідки може походити кровотеча. У цьому випадку яскраво-червона кров вказує на те, що вона насичена киснем і, ймовірно, це артеріальна кровотеча.[2]
- значне просякнення одягу постраждалого кров'ю.[1]
- повна чи часткова ампутація кінцівки вище рівня кисті чи ступні.[1] У цьому випадку виникає велика кровотеча через те, що не всі пошкоджені кровоносні судини зможуть скоротитися. Другий тип травматичної ампутації відбувається, коли кінцівка повністю відривається від тіла. До того, як артерії спазмуються (менше 1 хвилини) може бути втрачено до 1 л крові.[2]
- порушення або втрата свідомості у постраждалого без ознак черепно-мозкової травми, при наявності зовнішньої кровотечі.[1]
- ознаки порушення перфузії: бліда шкіра, холодні кінцівки тощо, при наявності зовнішньої кровотечі.[1]
- неефективна пов'язка. Перев'язувальний матеріал, що просочується кров'ю, зазвичай вказує на те, що пошкодження вимагає накладання турнікету, або пов'язка накладена неправильно.[2]

## Допомога

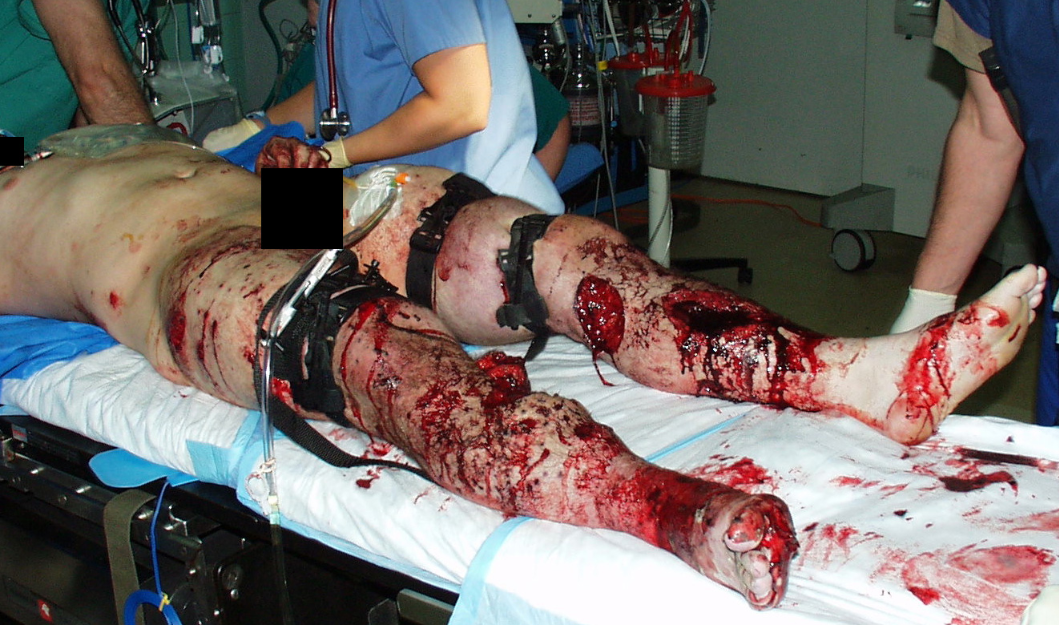
Зупинка масивної кровотечі з нижніх кінцівок внаслідок вибухового пораннення шляхом накладання турнікетів

Будь-яку видиму незупинену кровотечу, що загрожує життю, слід негайно зупинити.
Раннє використання турнікету запобігає знекровленню внаслідок кровотечі з кінцівки і рятує життя.

### Масивна кровотеча з кінцівок

#### Чітка локалізація рани
Послідовність дій при наданні домедичної допомоги постраждалим при масивній зовнішній кровотечі у випадку чітко візуалізуємого джерела кровотечі включає спочатку безпосередній тиск на рану, потім накладання тиснучої пов'язки. У випадку якщо кровотеча не зупинилася — використовують кровоспинний джгут. Кровоспинний джгут з можливістю створення додатково тиску слід накладати на відстані 5-7 см вище рани (у випадку якщо можна чітко візуаліузвати рану та кровотечу з неї). Кровоспинні джгути не слід накладати безпосередньо на ліктьовий чи колінний суглоби. Якщо кровотеча не зупинилась, слід збільшити тиск кровоспинного джгута та/або накласти ще один кровоспинний джгут вище першого джгута. Якщо накладання другого кровоспинного джгута не ефективно або відсутня можливість його накладання, слід здійснювати прямий тиск на рану руками до приїзду бригади екстреної (швидкої) медичної допомоги або виконати тампонування рани.

#### Не можливо візуалізувати джерело кровотечі
При кровотечі з рани кінцівки без можливості її чіткої візуалізації, потрібно одразу накласти кровоспинний джгут максимально високо на кінцівку, розрізати одяг на кінцівці, якщо можливо та оцінити ефективність накладання кровоспинного джгута. Якщо кровотеча зупинена, записати точний час накладання кровоспинного джгута безпосередньо на кровоспинному джгуті або іншому видимому місці. Якщо немає можливості записати час накладання кровоспинного джгута, інформацію слід передати медичним працівникам та впевнитись, що час зафіксовано в медичній документації. Якщо є відповідний навик, перевірити наявність пульсу на кінцівці нижче накладання кровоспинного джгута, та за його наявності здійснити додатковий тиск кровоспинним джгутом та/або накласти додатковий кровоспинний джгут.
Якщо кровотеча не зупинилась, слід збільшити тиск кровоспинного джгута та/або накласти ще один кровоспинний джгут залежно від місця локалізації рани. Якщо накладання другого кровоспинного джгута не ефективно або відсутня можливість його накладання, слід здійснювати прямий тиск на рану руками до приїзду бригади (швидкої) екстреної медичної допомоги або виконати тампонування рани. Не знімати та не послабляти кровоспинний джгут до приїзду бригади (швидкої) екстреної медичної допомоги.
Накладання турнікета без показів для цього є частим явищем. Ускладнення, пов'язані з накладанням турнікета, зустрічаються рідко, якщо турнікет використовується відносно недовго.

### Кровотеча з рани яка локалізована в пахвових, пахвинних ділянках, сідниць та основи шиї
При кровотечі з рани яка локалізована в пахвових, пахвинних ділянках, сідниць та основи шиї потрібно здійснити максимально можливий тиск на рану. Потім здійснити туге тампонування рани за допомогою гемостатичного засобу або марлевого бинта. Після виконання тампонування слід здійснити прямий тиск на рану протягом 3 хвилин при використанні гемостатика та 10 хвилин при використанні марлевого бинта. Далі потрібно оцінити ефективність тампонування рани. Якщо кровотеча не зупинена, здійснити повторне тампонування рани за можливості. За відсутності такої можливості, здійснювати максимально можливий тиск руками на рану до приїзду бригади екстреної (швидкої) медичної допомоги.
Кровотечі з ран, локалізованих у місцях з'єднання кінцівок і шиї з тулубом ще називають «вузловими кровотечами». Для зупинки такої кровотечу також можуть застосовуватися спеціальні вузлові турнікети.
Катетер Фолея, який введений в рану в ділянці вузлової кровотечі, а потім заповнений повітрям, може зупинити таку кровтотечу.(рос.)

## Бойові дії
У поранених бійців рання зупинка значної зовнішньої кровотечі є найважливішим втручанням. Кровотеча залишається основною причиною смерті, якій можна було б запобігти, під час бойових дій.
Настанови тактичної медицини, вказують на те, що у випадку надання допомоги військовослужбовцю потрібно звільнити рану від одягу, оцінити джерело кровотечі (перевірити наявність нерозпізнаної кровотечі) і зупинити усі джерела кровотечі. Далі потрібно зупинити небезпечну для життя зовнішню кровотечу за допомогою турнікета (якщо місце анатомічно придатне для накладання турнікета) або кровотечу внаслідок травматичної ампутації. Кровотечу слід зупинити в межах 1 хвилини, а турнікет повністю закріпити в межах 3 хвилин. Час накладання турнікета має бути задокументовано на самому турнікеті та в спеціальній Картці пораненого.

## Ускладнення
У випадку несвоєчасного надання допомоги — розвиток геморагічного (травматичного) шоку і як результат загибель пораненого.